# 野島博之
野島 博之（のじま ひろゆき、1959年 - ）は、日本の予備校講師（日本史）。駿台予備学校、東進ハイスクールを経て、現在は学研プライムゼミ特任講師。

## 概要
三重県四日市市出身。三重県立四日市高等学校、東京大学文学部日本史学科卒業。日本史担当の予備校講師として、駿台予備学校、東進ハイスクールに務めた。妻は歴史学者の加藤陽子。
集英社の「学習まんが 日本の歴史」には総合アドバイザーとして参加した。

## 著書

### 単著
- 『謎とき日本近現代史』（講談社現代新書、1998年、ISBN 978-4061494145）[5][6]
- 『野島のセンター攻略日本史B』（東京書籍、2000年9月）
- 『歴検3級・準3級日本史テキスト』（山川出版社、2008年）
- 『野島の日本史B最速要点チェック』（東進ブックス、2014年）
- 『中学から使える 詳説日本史ガイドブック  上・下』（山川出版社、2016年、ISBN 978-4634020177, 978-4634020184）
- 『三行で完全にわかる日本史』（集英社、2018年、ISBN 978-4087816501）
- 『ストーリーで学び直す大人の日本史講義――古代から平成まで一気にわかる』（祥伝社、2018年、ISBN 978-4396616465)[7]

### 共著
- 『駿台式!本当の勉強力』（講談社現代新書、2001年）
- 『マイベスト よくわかる日本史』（学習研究社、2008年）
- 『究極の東大対策シリーズ　東大日本史問題演習』（東進ブックス、2009年）
- 『マイベスト よくわかる日本史〔新旧両課程対応版〕』（学研教育出版、2013年）
- 『ＮＨＫシリーズ　３か月でマスターする　江戸時代』（NHK出版、2023年）

## 出演

### テレビ
- 3か月でマスターする江戸時代（2025年1月8日（毎週水曜） - 、NHK Eテレ）ナビゲーター[8]